# Boca de Oro, Minatitlán
Boca de Oro är en ort i Mexiko.   Den ligger i kommunen Minatitlán och delstaten Veracruz, i den sydöstra delen av landet, 500 km öster om huvudstaden Mexico City. Boca de Oro ligger 13 meter över havet och antalet invånare är 125.
Terrängen runt Boca de Oro är mycket platt. Runt Boca de Oro är det ganska glesbefolkat, med 29 invånare per kvadratkilometer. Närmaste större samhälle är Minatitlán, 18,1 km norr om Boca de Oro. Omgivningarna runt Boca de Oro är en mosaik av jordbruksmark och naturlig växtlighet.